# San Donaci
San Donaci är en ort och kommun i provinsen Brindisi i regionen Apulien i Italien. Kommunen hade 6 569 invånare (2017).